# Collegio di Calder Valley
Calder Valley è un collegio elettorale inglese della Camera dei comuni del Parlamento del Regno Unito, situato nel West Yorkshire, nella regione dello Yorkshire e Humber. Elegge un membro del Parlamento con il sistema maggioritario a turno unico. Il rappresentante del collegio dal 2024 è il laburista Josh Fenton-Glynn.

## Estensione

Calder Valley dal 2010 al 2024

Dalla creazione del collegio nel 1983 fino al 2024, ha compreso i ward del Borgo Metropolitano di Calderdale di Brighouse, Calder Valley, Elland, Greetland and Stainland, Hipperholme and Lightcliffe, Luddendenfoot, Rastrick, Ryburn e Todmorden.
Dal 2024 il collegio ha perso una parte del ward di Ryburn (distretti elettorali MB, MC e MD) a vantaggio del collegio di Halifax.
Il collegio copre gran parte del distretto metropolitano di Calderdale nel West Yorkshire, inclusa la città di Todmorden che era in precedenza divisa tra Lancashire e Yorkshire.

## Storia
Il collegio fu creato nel 1983 ereditando le aree dell'ex collegio di Sowerby, ma anche parti di Brighouse and Spenborough. Storicamente, il seggio ha preannunciato la vittoria dei laburisti e dei conservatori come maggiore partito alle elezionio generali, e nel 2010 è divenuto il seggio con la gara a tre più ravvicinata nel nord dell'Inghilterra, con meno di 1.000 voti tra laburisti e liberal democratici (rispettivamente il 2º ed il 3º posto), anche se con un significativo vantaggio conservatore. Nel 2015 i laburisti hanno riconquistato terreno grazie anche alle perdite dei liberal democratici, ma il seggio è stato mantenuto dai conservatori in linea con i trend nazionali, mantenendo lo status di seggio annunciatore. Lo stesso è avvenuto alle elezioni del 2017.

## Membri del Parlamento
| Elezione | Elezione | Deputato             | Partito      |
| -------- | -------- | -------------------- | ------------ |
|          | 1983     | Donald Thompson      | Conservatore |
|          | 1997     | Christine McCafferty | Laburista    |
|          | 2010     | Craig Whittaker      | Conservatore |
|          | 2024     | Josh Fenton-Glynn    | Laburista    |

## Risultati elettorali

### Elezioni negli anni 2020
| Partito                    | Partito                                           | Candidato                  | Risultati 4 luglio 2024 | Risultati 4 luglio 2024 |
| Partito                    | Partito                                           | Candidato                  | Voti                    | %                       |
| -------------------------- | ------------------------------------------------- | -------------------------- | ----------------------- | ----------------------- |
|                            | Laburista                                         | Josh Fenton-Glynn          | 22 046                  | 44,44                   |
|                            | Conservatore                                      | Vanessa Lee                | 13 055                  | 26,32                   |
|                            | Reform UK                                         | Donald Walmsley            | 7 644                   | 15,41                   |
|                            | Verdi                                             | Kieran Turner              | 3 701                   | 7,46                    |
|                            | Lib Dem                                           | Donal O'Hanlon             | 2 587                   | 5,21                    |
|                            | Yorkshire                                         | James Vasey                | 404                     | 0,81                    |
|                            | Social Democratico                                | Jim McNeill                | 171                     | 0,34                    |
|                            |                                                   |                            |                         |                         |
| Iscritti                   | Iscritti                                          | Iscritti                   | 77 364                  | 100,00                  |
| ↳ Votanti (% su iscritti)  | ↳ Votanti (% su iscritti)                         | ↳ Votanti (% su iscritti)  | 49 608                  | 64,12                   |
| ↳ Astenuti (% su iscritti) | ↳ Astenuti (% su iscritti)                        | ↳ Astenuti (% su iscritti) | 27 756                  | 35,88                   |
|                            |                                                   |                            |                         |                         |
|                            | Esito: collegio passa da Conservatore a Laburista |                            |                         |                         |

### Elezioni negli anni 2010
| Partito                    | Partito                                   | Candidato                  | Risultati 12 dicembre 2019 | Risultati 12 dicembre 2019 |
| Partito                    | Partito                                   | Candidato                  | Voti                       | %                          |
| -------------------------- | ----------------------------------------- | -------------------------- | -------------------------- | -------------------------- |
|                            | Conservatore                              | Craig Whittaker            | 29 981                     | 51,88                      |
|                            | Laburista                                 | Josh Fenton-Glynn          | 24 207                     | 41,89                      |
|                            | Lib Dem                                   | Javed Bashir               | 2 884                      | 4,99                       |
|                            | Liberale                                  | Richard Phillips           | 721                        | 1,25                       |
|                            |                                           |                            |                            |                            |
| Iscritti                   | Iscritti                                  | Iscritti                   | 79 287                     | 100,00                     |
| ↳ Votanti (% su iscritti)  | ↳ Votanti (% su iscritti)                 | ↳ Votanti (% su iscritti)  | 57 793                     | 72,89                      |
| ↳ Astenuti (% su iscritti) | ↳ Astenuti (% su iscritti)                | ↳ Astenuti (% su iscritti) | 21 494                     | 27,11                      |
|                            |                                           |                            |                            |                            |
|                            | Esito: collegio confermato a Conservatore |                            |                            |                            |

| Partito                    | Partito                                   | Candidato                  | Risultati 8 giugno 2017 | Risultati 8 giugno 2017 |
| Partito                    | Partito                                   | Candidato                  | Voti                    | %                       |
| -------------------------- | ----------------------------------------- | -------------------------- | ----------------------- | ----------------------- |
|                            | Conservatore                              | Craig Whittaker            | 26 790                  | 46,15                   |
|                            | Laburista                                 | Josh Fenton-Glynn          | 26 181                  | 45,10                   |
|                            | Lib Dem                                   | Janet Battye               | 1 952                   | 3,36                    |
|                            | UKIP                                      | Paul Rogan                 | 1 466                   | 2,53                    |
|                            | Indipendente                              | Robert Holden              | 1 034                   | 1,78                    |
|                            | Verdi                                     | Kieran Turner              | 631                     | 1,09                    |
|                            |                                           |                            |                         |                         |
| Iscritti                   | Iscritti                                  | Iscritti                   | 79 092                  | 100,00                  |
| ↳ Votanti (% su iscritti)  | ↳ Votanti (% su iscritti)                 | ↳ Votanti (% su iscritti)  | 58 054                  | 73,40                   |
| ↳ Astenuti (% su iscritti) | ↳ Astenuti (% su iscritti)                | ↳ Astenuti (% su iscritti) | 21 038                  | 26,60                   |
|                            |                                           |                            |                         |                         |
|                            | Esito: collegio confermato a Conservatore |                            |                         |                         |

| Partito                    | Partito                                   | Candidato                  | Risultati 7 maggio 2015 | Risultati 7 maggio 2015 |
| Partito                    | Partito                                   | Candidato                  | Voti                    | %                       |
| -------------------------- | ----------------------------------------- | -------------------------- | ----------------------- | ----------------------- |
|                            | Conservatore                              | Craig Whittaker            | 23 354                  | 43,62                   |
|                            | Laburista                                 | Josh Fenton-Glynn          | 18 927                  | 35,35                   |
|                            | UKIP                                      | Paul Rogan                 | 5 950                   | 11,11                   |
|                            | Lib Dem                                   | Alisdair McGregor          | 2 666                   | 4,98                    |
|                            | Verdi                                     | Jenny Shepherd             | 2 090                   | 3,90                    |
|                            | Yorkshire                                 | Rod Sutcliffe              | 389                     | 0,73                    |
|                            | World Peace Through Song                  | Joe Stead                  | 165                     | 0,31                    |
|                            |                                           |                            |                         |                         |
| Iscritti                   | Iscritti                                  | Iscritti                   | 77 708                  | 100,00                  |
| ↳ Votanti (% su iscritti)  | ↳ Votanti (% su iscritti)                 | ↳ Votanti (% su iscritti)  | 53 541                  | 68,90                   |
| ↳ Astenuti (% su iscritti) | ↳ Astenuti (% su iscritti)                | ↳ Astenuti (% su iscritti) | 24 167                  | 31,10                   |
|                            |                                           |                            |                         |                         |
|                            | Esito: collegio confermato a Conservatore |                            |                         |                         |

| Partito                    | Partito                                           | Candidato                  | Risultati 6 maggio 2010 | Risultati 6 maggio 2010 |
| Partito                    | Partito                                           | Candidato                  | Voti                    | %                       |
| -------------------------- | ------------------------------------------------- | -------------------------- | ----------------------- | ----------------------- |
|                            | Conservatore                                      | Craig Whittaker            | 20 397                  | 39,39                   |
|                            | Laburista                                         | Steph Booth                | 13 966                  | 26,97                   |
|                            | Lib Dem                                           | Hilary Myers               | 13 037                  | 25,18                   |
|                            | BNP                                               | John Gregory               | 1 823                   | 3,52                    |
|                            | UKIP                                              | Greg Burrows               | 1 173                   | 2,27                    |
|                            | Verdi                                             | Kate Sweeny                | 858                     | 1,66                    |
|                            | Indipendente                                      | Tim Cole                   | 194                     | 0,37                    |
|                            | Indipendente                                      | Barry Greenwood            | 175                     | 0,34                    |
|                            | Democratici                                       | Paul Rogan                 | 157                     | 0,30                    |
|                            |                                                   |                            |                         |                         |
| Iscritti                   | Iscritti                                          | Iscritti                   | 76 939                  | 100,00                  |
| ↳ Votanti (% su iscritti)  | ↳ Votanti (% su iscritti)                         | ↳ Votanti (% su iscritti)  | 51 780                  | 67,30                   |
| ↳ Astenuti (% su iscritti) | ↳ Astenuti (% su iscritti)                        | ↳ Astenuti (% su iscritti) | 25 159                  | 32,70                   |
|                            |                                                   |                            |                         |                         |
|                            | Esito: collegio passa da Laburista a Conservatore |                            |                         |                         |

### Elezioni negli anni 2000
| Partito                    | Partito                                | Candidato                  | Risultati 5 maggio 2005 | Risultati 5 maggio 2005 |
| Partito                    | Partito                                | Candidato                  | Voti                    | %                       |
| -------------------------- | -------------------------------------- | -------------------------- | ----------------------- | ----------------------- |
|                            | Laburista                              | Christine McCafferty       | 18 426                  | 38,61                   |
|                            | Conservatore                           | Liz Truss                  | 17 059                  | 35,75                   |
|                            | Lib Dem                                | Liz Ingleton               | 9 027                   | 18,92                   |
|                            | BNP                                    | John Gregory               | 1 887                   | 3,95                    |
|                            | Verdi                                  | Paul Palmer                | 1 321                   | 2,77                    |
|                            |                                        |                            |                         |                         |
| Iscritti                   | Iscritti                               | Iscritti                   | 71 298                  | 100,00                  |
| ↳ Votanti (% su iscritti)  | ↳ Votanti (% su iscritti)              | ↳ Votanti (% su iscritti)  | 47 770                  | 67,00                   |
| ↳ Astenuti (% su iscritti) | ↳ Astenuti (% su iscritti)             | ↳ Astenuti (% su iscritti) | 23 528                  | 33,00                   |
|                            |                                        |                            |                         |                         |
|                            | Esito: collegio confermato a Laburista |                            |                         |                         |

| Partito                    | Partito                                | Candidato                  | Risultati 7 giugno 2001 | Risultati 7 giugno 2001 |
| Partito                    | Partito                                | Candidato                  | Voti                    | %                       |
| -------------------------- | -------------------------------------- | -------------------------- | ----------------------- | ----------------------- |
|                            | Laburista                              | Christine McCafferty       | 20 244                  | 42,69                   |
|                            | Conservatore                           | Susan Robson-Catling       | 17 150                  | 36,16                   |
|                            | Lib Dem                                | Michael Taylor             | 7 596                   | 16,02                   |
|                            | Verdi                                  | Steven Hutton              | 1 034                   | 2,18                    |
|                            | UKIP                                   | John Nunn                  | 729                     | 1,54                    |
|                            | Legalise Cannabis                      | Philip Lockwood            | 672                     | 1,42                    |
|                            |                                        |                            |                         |                         |
| Iscritti                   | Iscritti                               | Iscritti                   | 75 277                  | 100,00                  |
| ↳ Votanti (% su iscritti)  | ↳ Votanti (% su iscritti)              | ↳ Votanti (% su iscritti)  | 47 425                  | 63,00                   |
| ↳ Astenuti (% su iscritti) | ↳ Astenuti (% su iscritti)             | ↳ Astenuti (% su iscritti) | 27 852                  | 37,00                   |
|                            |                                        |                            |                         |                         |
|                            | Esito: collegio confermato a Laburista |                            |                         |                         |

## Risultati dei referendum

### Referendum sulla permanenza del Regno Unito nell'Unione europea del 2016
|             | Collegio      | Lasciare UE % | Rimanere in UE % |
| ----------- | ------------- | ------------- | ---------------- |
|             | Calder Valley | 53,2%         | 46,8%            |
| Inghilterra | 53,3%         | 46,7%         |                  |
| Regno Unito | 51,9%         | 48,1%         |                  |